# Maciej Szymanowski
Maciej Szymanowski (1966 Poznaň, Polsko) je polský historik, hungarista, diplomat a novinář. Ředitel Polského institutu v Praze (2006–2010).

## Kariéra
V roce 1991 absolvoval obor hungarologie na katedře moderní filologie Varšavské univerzity, následně v roce 2001 získal doktorát z humanitních věd na katedře dějin Jagellonské university v Krakově. V letech 1987–1988 na doporučení polského historika a profesora Wacława Felczaka byl stipendistou elitní konzervativní budapešťské koleje s předválečnou tradicí Eötvös Kollégium. V letech 1992–1999 byl redaktorem českého týdeníku Respekt. Po této práci získal v roce 2000 zaměstnání na polském ministerstvu zahraničních věcí, nejprve jako pracovník odboru států střední Evropy, poté od roku 2001 do roku 2006 byl ředitel Polského institutu v Budapešti. Od roku 2006 do roku 2010 zastával stejnou pozici v Polském institutu v Praze. V následujících letech pracoval jako koordinátor v sekretariátu ministra a rada-vyslanec pro záležitosti historické politiky. Od roku 2013 přednáší na katedře dějin Katolické university Pétera Pázmánye v Budapešti. Je stálým spolupracovníkem polského konzervativního týdeníku Do Rzeczy, polské rozhlasové stanice Radio Wnet, brněnského měsíčníku Kontexty. Je členem Svazu polských novinářů SDP.
Je autorem vědeckých a publicistických textů na téma mechanismů využití národních hodnot v propagandě komunistických režimů zemí východní Evropy (především jeho dílo Wartości narodowe w propagandzie komunistycznej Polski, Czechosłowacji i Węgier w prasie lat 1949-1953), středoevropského konzervativního politického myšlení (spolueditor svazku Pravým okem a také jedním z autorů sborníku Česká konzervativní a liberální politika vydaných brněnským nakladatelstvím CDK) a geopolitické pozice regionu střední a východní Evropy. Zabývá se problematikou polské historické paměti.

## Politická činnost
Koncem 80. let 20. století působil v polsko-maďarské Solidaritě, redigoval samizdatový bulletin této organizace a coby člen její delegace se v červnu 1989 v Budapešti zúčastnil oficiálního pohřbu vůdce maďarského povstání v roce 1956 Imre Nagye.

## Rodina
Je ženatý. Jeho žena Lucie Szymanowska je českou hungaristkou, překladatelkou a publicistkou, od roku 2014 také varšavskou zpravodajkou maďarské tiskové agentury MTVA.

## Dílo
Je autorem více než 400 článků věnovaných problematice střední Evropy.
- Słownik biograficzny Europy Środkowo-Wschodniej XX wieku (Biografický slovník střední a východní Evropy), Varšava 2005, spoluautor, ISBN 83-88490-67-2)
- Wartości narodowe w propagandzie komunistycznej Polski, Czechosłowacji i Węgier w prasie lat 1949–1953 (Národní hodnoty v propagandě komunistického Polska, Československa a Maďarska v tisku let 1949–1953), Krakov 2010
- Pravým okem, Brno 2010 spolueditor, ISBN 978-80-7325-211-3
- Na východ od Západu, na západ od Východu, Brno 2015, ISBN 978-80-7325-387-5
- Na východ od západu, na západ od východu (druhé, rozšířené vydání), Brno 2018, 265 str., ISBN 978-80-7485-156-8
- Żywe pochodnie (Živé pochodně). Svědectví solidarity a odporu vůči agresi na Československo v roce 1968. Red. Jan Draus, Maciej Szymanowski. Wydawnictwo Sejmowe Warszawa 2018, ISBN 978-83-7666-583-2